# Stuck in the middle with you
Stuck in the middle with you is een single van de Schotse band Stealers Wheel. Het is afkomstig van hun debuutalbum Stealers Wheel uit 1972. In februari 1973  werd het nummer op single uitgebracht.

## Achtergrond
Het vaste schrijversduo van Stealers Wheel, Joe Egan en Gerry Rafferty, schreven het nummer als commentaar op een wijziging in de muziekstijl van Bob Dylan in een poging de hitparades (vaker) te halen. Echter het bleek ook zelf een succes te zijn. Stuck in the middle with you betekent iets in de trant van Ik zit met jullie opgescheept. B-kant José kwam ook van hetzelfde album. In 1981 kwam van Stuck een tweede versie uit.
Stuck in the middle with you werd ook de titel van een verzamelalbum van Stealers Wheel.
De plaat werd in een aantal landen een hit. In thuisland het Verenigd Koninkrijk werd de  8e positie bereikt in de UK Singles Chart. In de Verenigde Staten werd de 6e positie bereikt in de Billboard Hot 100.
In Nederland werd de plaat op zaterdag 5 mei 1973 verkozen tot de 114e Troetelschijf van de week op Hilversum 3 en werd een grote hit. De plaat bereikte de 8e positie in de Daverende Dertig / Hilversum 3 Top 30 en de 12e positie in de Nederlandse Top 40 op Radio Veronica.
In België bereikte de plaat de 6e positie in de voorloper van de Vlaamse Ultratop 50 en de 7e positie in de Vlaamse Radio 2 Top 30. In Wallonië werd de 9e positie behaald.
Er zijn talloze covers gemaakt van deze plaat:
- in 1985 Juice Newton
- in 1995 Jeff Healey
- in 1996 Susanna Hoffs
- in 2001 Louise Redknapp, die er in het Verenigd Koninkrijk de 4e positie in de UK Singles Chart mee haalde
- Eagles of Death Metal (Stuck in the metal with you)
- Michael Bublé
- Collin Raye
- De cover van Grace Potter werd in 2014 gebruikt als introlied voor de serie Grace and Frankie
- Quentin Tarantino gebruikte het nummer in Reservoir Dogs bij een martelscène. Deze scene werd geparodieerd door Louise Redknapp in de videoclip die bij haar versie van het nummer hoort.

## Hitnoteringen

### Nederlandse Top 40
| Hitnotering: 12-05-1973 t/m 23-06-1973 | Hitnotering: 12-05-1973 t/m 23-06-1973 | Hitnotering: 12-05-1973 t/m 23-06-1973 | Hitnotering: 12-05-1973 t/m 23-06-1973 | Hitnotering: 12-05-1973 t/m 23-06-1973 | Hitnotering: 12-05-1973 t/m 23-06-1973 | Hitnotering: 12-05-1973 t/m 23-06-1973 | Hitnotering: 12-05-1973 t/m 23-06-1973 | Hitnotering: 12-05-1973 t/m 23-06-1973 |
| Week:                                  | 1                                      | 2                                      | 3                                      | 4                                      | 5                                      | 6                                      | 7                                      |                                        |
| -------------------------------------- | -------------------------------------- | -------------------------------------- | -------------------------------------- | -------------------------------------- | -------------------------------------- | -------------------------------------- | -------------------------------------- | -------------------------------------- |
| Positie:                               | 29                                     | 17                                     | 12                                     | 13                                     | 24                                     | 28                                     | 34                                     | uit                                    |

### Daverende Dertig / Hilversum 3 Top 30
| Hitnotering: 12-05-1973 t/m 16-06-1973 | Hitnotering: 12-05-1973 t/m 16-06-1973 | Hitnotering: 12-05-1973 t/m 16-06-1973 | Hitnotering: 12-05-1973 t/m 16-06-1973 | Hitnotering: 12-05-1973 t/m 16-06-1973 | Hitnotering: 12-05-1973 t/m 16-06-1973 | Hitnotering: 12-05-1973 t/m 16-06-1973 | Hitnotering: 12-05-1973 t/m 16-06-1973 |
| Week:                                  | 1                                      | 2                                      | 3                                      | 4                                      | 5                                      | 6                                      |                                        |
| -------------------------------------- | -------------------------------------- | -------------------------------------- | -------------------------------------- | -------------------------------------- | -------------------------------------- | -------------------------------------- | -------------------------------------- |
| Positie:                               | 16                                     | 11                                     | 8                                      | 8                                      | 13                                     | 26                                     | uit                                    |

### NPO Radio 2 Top 2000
| Nummer met noteringen in de NPO Radio 2 Top 2000 | '99  | '00  | '01  | '02  | '03  | '04  | '05  | '06  | '07  | '08  | '09  | '10  | '11  | '12  | '13 | '14  | '15  | '16  | '17  | '18  | '19  | '20  | '21  | '22  | '23  | '24  |
| ------------------------------------------------ | ---- | ---- | ---- | ---- | ---- | ---- | ---- | ---- | ---- | ---- | ---- | ---- | ---- | ---- | --- | ---- | ---- | ---- | ---- | ---- | ---- | ---- | ---- | ---- | ---- | ---- |
| Stuck in the Middle with You                     | 1355 | 1047 | 1107 | 1186 | 1348 | 1013 | 1181 | 1430 | 1336 | 1262 | 1323 | 1334 | 1195 | 1195 | 934 | 1304 | 1228 | 1133 | 1224 | 1269 | 1252 | 1256 | 1257 | 1361 | 1588 | 1603 |

1. ↑  Een vetgedrukt getal geeft de hoogste notering aan.